# Donald Blessing
Donald Franklin "Don" Blessing (født 26. december 1905 i Hollister, Californien, død 4. juli 2000 i Belvedere Tiburon, Californien) var en amerikansk roer og olympisk guldvinder.

## Rokarriere
Blessing var styrmand i otteren for University of California og var med til at vinde det amerikanske collegemesterskab i 1928. Samme båd repræsenterede USA ved OL 1928 i Amsterdam. Resten af besætningen bestod af Jack Brinck, Frank Frederick, Bill Thompson, Bill Dally, Ji Workman, Hubert Caldwell, Peter Donlon og Marvin Stalder. Der deltog i alt 11 både i konkurrencen, hvor amerikanerne kom i finalen ved at vinde alle deres heats. I finalen mødte de den britiske båd, der havde en nem semifinale uden konkurrenter, og de lagde også bedst fra land, men amerikanerne tog sig sammen og vandt deres tredje OL-guld i træk, mens Storbritannien fik sølv og Canada som tabende semifinalist bronze.

## Videre karriere
Blessing blev bankmand med speciale i investering. Han var en af de oprindelige ejere af Oakland Raiders (amerikansk fodboldhold).

## OL-medaljer
- 1928:  Guld i otter